# チャンピオンカーニバル (ボクシング)
チャンピオンカーニバルは、かつて行われていた年に1回プロボクシングの日本王者らが集うイベント、あるいは年頭から4月にかけて全階級で行われる日本王者の指名挑戦試合シリーズの名称である。

## 概要
各階級のチャンピオン及び上位ランカーが集いタイトルマッチが組まれる。挑戦権はその階級の世界ランカーもしくは日本ランキング上位者（11月度）に順番に与えられる。王座が空位の階級については王座決定戦として行う。
1997年までは日本ランカーのみに挑戦権が与えられていたが、1998年以降は世界ランカーが希望すれば優先的に挑戦権が与えられるようになった。また、2008年より従来のA級トーナメントからリニューアルされた「最強後楽園」トーナメントの優勝者に、翌年のチャンピオンカーニバル優先挑戦権が与えられるようになっている（ただし、トーナメントが開催されない階級においては従来通りランキング最上位者が優先挑戦権を有する）。

## 歴史
第1回チャンピオンカーニバルは、JBC創立25周年記念として、1977年12月3日、4日の2日間に渡って後楽園ホールで開催された。
以後、レパード玉熊、畑中清詞、飯田覚士、畑山隆則、徳山昌守、新井田豊、川嶋勝重、高山勝成、名城信男ら同大会で初めて日本タイトル戦経験した選手の中から数多くの世界王者も輩出し、今日に至る。
第7回以降は10月度の日本ランキングを基に、カーニバル委員会で決定され、1月から4月にかけて行われる。
一時期、大きな会場で複数の日本タイトル行われていたが、今ではさみだれ式に行われている
1998年同大会では当時世界ランカーの畑山隆則がコウジ有沢に挑戦し、日本スーパーフェザー級タイトルを獲得。この試合は異例の両国国技館開催・フジテレビの生中継で行われた。
2003年同大会では佐々木基樹が圧倒的不利の下馬評を覆し、日本スーパーライト級タイトル奪取。タイトル喪失後、2005年同大会で同タイトルに再挑戦も敗退。

## 歴代MVP
| 回 | 年度 | 選手             | ジム             | 階級                 |
| -- | ---- | ---------------- | ---------------- | -------------------- |
| 23 | 2002 | 長嶋健吾         | エイティーン古河 | スーパーフェザー級   |
| 24 | 2003 | 佐々木基樹       | 協栄(当時)       | スーパーライト級     |
| 25 | 2004 | 嶋田雄大         | ヨネクラ         | ライト級             |
| 26 | 2005 | クレイジー・キム | ヨネクラ         | スーパーウェルター級 |
| 27 | 2006 | クレイジー・キム | ヨネクラ         | スーパーウェルター級 |
| 28 | 2007 | 小堀佑介         | 角海老           | スーパーフェザー級   |
| 29 | 2008 | 木村登勇         | 横浜光           | スーパーライト級     |
| 30 | 2009 | 木村章司         | 花形             | スーパーバンタム級   |
| 31 | 2010 | 亀海喜寛         | 帝拳             | スーパーライト級     |
| 32 | 2011 | 山中慎介         | 帝拳             | バンタム級           |
| 33 | 2012 | 湯場忠志         | 都城レオスポーツ | ミドル級             |
| 34 | 2013 | 金子大樹         | 横浜光           | スーパーフェザー級   |
| 35 | 2014 | 村中優           | フラッシュ赤羽   | フライ級             |
| 36 | 2015 | 大森将平         | Woz              | バンタム級           |
| 37 | 2016 | 西田光           | 川崎新田         | ミドル級             |
| 38 | 2017 | 西谷和宏         | VADY             | ライト級             |
| 39 | 2018 | 竹迫司登         | ワールドスポーツ | ミドル級             |
| 40 | 2019 | 永野祐樹         | 帝拳             | ウェルター級         |
| 41 | 2020 | 丸田陽七太       | 森岡             | フェザー級           |
| 42 | 2022 | 阿部麗也         | KG大和           | フェザー級           |
| 43 | 2023 | 仲里周磨         | オキナワ         | ライト級             |
| 44 | 2024 | 李健太           | 帝拳             | スーパーライト級     |
| 45 | 2025 | 高見享介         | 帝拳             | ライトフライ級       |